# Оралі
Оралі (груз. ორალი) — село в Грузії.
За даними перепису населення 2014 року в селі проживає 237 осіб.